# Eretsha
Eretsha é uma vila localizada no Distrito do Noroeste em Botswana. Possuía, em 2011, uma população estimada de 720 habitantes.